# Hal Landon Jr.
Hal Landon Jr. (* 23. Mai 1941 in Long Beach, Kalifornien) ist ein US-amerikanischer Schauspieler.

## Leben
Landon wuchs in Tucson auf und machte seinen Schauspielabschluss an der University of Arizona. Er zog daraufhin nach San Francisco und war Auszubildender am Actor’s Workshop. 1966 trat Landon der Theatergruppe South Coast Repertory in Costa Mesa bei. Seit 1980 tritt er dort in der Vorweihnachtszeit als Ebenezer Scrooge in Charles Dickens’ A Christmas Carol auf.
Landon hatte sein Filmdebüt 1977 in David Lynchs Eraserhead. In den 1980ern war er fast ausschließlich in Fernsehproduktionen zu sehen, ehe er 1989 als Captain Logan, Teds Vater in Bill & Teds verrückte Reise durch die Zeit besetzt wurde. In den beiden darauf folgenden Fortsetzungen kehrte er ebenfalls in diese Rolle zurück. Seit über drei Jahrzehnten ist Landon als Gaststar in US-amerikanischen Fernsehserien zu sehen, darunter Dallas, Eine schrecklich nette Familie und Star Trek: Deep Space Nine. Im mit fünf Oscars ausgezeichneten Stummfilm The Artist hatte er 2011 eine kleine Rolle als Napoleon Bonaparte. Aus seiner Ehe mit Janis Morissette gingen zwei Kinder hervor.

## Filmografie (Auswahl)

### Film
- 1977: Eraserhead
- 1989: Bill & Teds verrückte Reise durch die Zeit (Bill & Ted’s Excellent Adventure)
- 1990: Beinahe ein Engel (Almost an Angel)
- 1990: Fremde Schatten (Pacific Heights)
- 1991: Bill & Ted’s verrückte Reise in die Zukunft (Bill & Ted’s Bogus Journey)
- 1991: Rendezvous im Jenseits (Defending your life)
- 1992: Trespass
- 1998: Leben und lieben in L.A. (Playing by Heart)
- 1998: Break Up – Nackte Angst (Break Up)
- 2011: The Artist
- 2020: Bill & Ted retten das Universum (Bill & Ted Face the Music)

### Fernsehen
- 1981: Lou Grant
- 1983: T.J. Hooker
- 1985: Dallas
- 1985: Remington Steele
- 1986: Cheers
- 1986: Ein Engel auf Erden (Highway to Heaven)
- 1988: Matlock
- 1991: Zurück in die Vergangenheit (Quantum Leap)
- 1992: Eine schrecklich nette Familie (Married … with Children)
- 1999: Star Trek: Deep Space Nine
- 2002: Frasier
- 2008: My Name Is Earl
- 2009: Mad Men
- 2010: CSI: NY
- 2011: The Closer